# 李鍾奭 (政治人物)

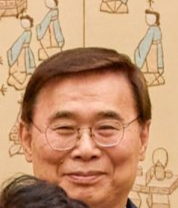
李鍾奭

李鍾奭（1958年5月11日—）韩国政治家，现任国家情报院院长，2006年时曾担任统一部长。李鍾奭曾加入开放国民党，毕业于成均馆大学。2000年时曾陪同总统金大中访问朝鲜。
2025年6月4日，获李在明提名为国家情报院院长。6月23日，国会朝野一致通过李鍾奭任命案。25日，李鍾奭正式就任第38任国家情报院院长。